# Raphael Thattil
Raphael Thattil, né le  21 avril 1956 à Thrissur dans l’État du Kerala, est un archevêque majeur de l'Église catholique syro-malabare.
Il est aussi membre du Dicastère pour les Églises orientales depuis 2024.